# ピンタゾウガメ
ピンタゾウガメ（英: Pinta Island tortoise、学名：Chelonoidis abingdonii）は、爬虫綱カメ目リクガメ科ナンベイリクガメ属に分類されるカメの一種。

## 分類
2007年のTTWGや過去のレッドリストではナンベイリクガメ属のガラパゴスゾウガメの亜種 Chelonoidis nigra ssp. abingdoni (Günther, 1877)とされていたが、形態と遺伝子変異の解析に基づきナンベイリクガメ属の単独の種 Chelonoidis abingdonii として扱う意見が主流となっている。

## 形態
最大甲長98センチメートル。背甲は細長く扁平で、鞍型。背甲の前縁は顕著にめくれあがる。

## 生態
鞍型の背甲は高い位置にある植物、特にサボテンの果実を食べるのに適しており、オプンティア属のサボテンを主な食料としていた。

## 分布
ガラパゴス諸島のピンタ島に分布していた。生息地のほとんどは標高の低い乾燥した草原や低木地帯だった。

## 保全状況評価
EXTINCT (IUCN Red List Ver. 3.1 (2001))
1975年にワシントン条約附属書Iに掲載された。
ピンタ島に生息していた本種の数は成体でおよそ約2500頭だと推定されている。だが、19世紀半ばから食用の乱獲により生息数が激減し、また1959年に人為的移入されたヤギによって植生を破壊されたことで絶滅したと考えられていた。だが、1971年にオスの1個体が再発見され、「ロンサム・ジョージ」と名付けられチャールズ・ダーウィン研究所で飼育されることになった。1998年から2003年にピンタ島で最終的なヤギ撲滅計画が実施されたとき、島全体でガラパゴス国立公園のレンジャーが活動していたもののカメが生息していることを示す痕跡は確認できなかった。公園は2008年に最後となる大規模調査を行ったが、このときも甲羅がいくつか発見されただけであった。このように他の個体は発見されず、また保護されていたロンサム・ジョージの繁殖計画でも子供が生まれることはなく、2012年6月24日にロンサム・ジョージが死亡したことで本種は野生絶滅（EW）から絶滅へと保全状況評価が変更された。
イサベラ島北部のウォルフ火山周辺で本種の遺伝子が50%を占める1代目の種間雑種と思われる個体が発見されたものの、2016年現在では純粋な本種は再発見されていない。ピンタ島では生態系を再生させるプロジェクトが実行中であり、その一環としてこの雑種を繁殖させてピンタ島で野生復帰させる計画が進められている。

## 人間との関わり
19世紀には捕鯨船などの船乗りが航海中の食料として利用していた。